# Опус (група)
 Тази статия е за групата Опус.  За други значения вижте Опус.  
„Опус“ (на английски: Opus) е австрийска поп рок група, създадена през 1973 година в Грац, Австрия, все още активна.
Групата главно е позната с най-хитовия си сингъл „Live is Life”, издаден през 1984 година. Песента оглавява няколко класации, включително тази в Канада, където остава седем седмици като номер едно.

## Дискография

### Студийни албуми
- Daydreams (1980)
- Eleven (1981)
- The Opusition (1982)
- Up and Down (1984)
- Solo (1985)
- Opus (1987)
- Magical Touch (1990)
- Walkin' on Air (1992)
- Love, God & Radio (1996)
- The Beat Goes On (2004)

### Концертни албуми
- Live Is Life (1984)
- Jubileé (1993)
- Tonight at the Opera (2009)
- Graz Liebenau (2013)

### Компилации
- Best of (1985)
- Greatest Hits – The Power of Live Is Life (1998)
- Flyin' Higher – Greatest Hits (Best-Of) (2003)
- Back to Future – the Ultimate Best-Of (2008)